# Burgstall Lebenau
Der Burgstall Lebenau ist eine als Bodendenkmal geschützte abgegangene Höhenburg im Ortsteil Lebenau-Forstgarten der Stadt Laufen im Landkreis Berchtesgadener Land in Bayern.

## Lage
Der Burgstall Lebenau liegt in Richtung des Fridolfinger Ortsteil Lebenau im Ortsteil Lebenau-Forstgarten der Stadt Laufen auf einem 400 m ü. NHN hohen Sporn.

## Geschichte
Die Burg wurde um 1130 von Siegfried von Spanheim-Lebenau erbaut, dieser Kreuzzugsteilnehmer war Ministeriale des Erzbistums Salzburg. Mit dem Aussterben der Grafen von Lebenau 1229 kam die Burg an das Herzogtum Bayern. 1254 kam die Burg allerdings wieder zurück an das Erzbistum Salzburg, sie machten die Burg zum Sitz eines Pflegers, 1272 ist Eckhard von Thann Pfleger im „Turm zu Lebenau“.
Nachdem die Burg 1428 abgebrannt war, musste sie von Urban von Thumberg innerhalb von vier Jahren wieder aufgebaut werden. Ab 1496 wurde die Burg durch Erzbischof Leonhard von Keutschach erneut umgebaut. Zwischen 1506 und 1513 wurde ein weiterer Burgteil errichtet. Am Beginn der Neuzeit fand vermutlich ein Umbau zu einem nicht militärisch genutzten Schloss statt, das 1697 noch bewohnt war, bis es 1715 auf Abbruch verkauft wurde. Mit den Steinen der Burg wurde das Lebenauer Wirtshaus erbaut, eine alte Inschriftentafel von 1506 mit dem Text: „Erzbischoff Leonhart zu Saltzburg hat das gsols lassen pawen ano 1506“ wurde beim Bau des Hauses eingemauert, sie befindet sich seit dem Jahr 1913 im Bayerischen Nationalmuseum. Reste der Burg haben aber wohl weiter bestanden, Burg Lebenau wurde 1796 und 1839 noch als Ruine eines viereckigen Wachturmes bezeichnet.
Von der ehemaligen Burganlage auf dreieckigem Burgplatz mit einer Kernburg im Norden zeugen noch Spuren eines Bergfriedes und eines Halsgrabens. Die Anlage wird als Bodendenkmal, „Burgstall des Mittelalters und der frühen Neuzeit ("Schloss Lebenau")“ geführt.